# Mohna Ansari
Pour les articles homonymes, voir Ansari.
Mohna Ansari (népalais : मोहना अन्सारी) est une militante népalaise pour les droits de l'homme.
Avocate, elle défend particulièrement les droits de l'homme. Commissaire à la Commission nationale des femmes du Népal et membre de la Commission nationale des droits de l'homme, elle intervient au Conseil des droits de l'homme des Nations unies, où elle dénonce le recours à la force de l'État et les dispositions discriminatoires.

## Biographie

### Jeunesse et formation
Mohna Ansari est née à Nepalganj, Banke, dans une famille musulmane de la classe moyenne. Elle grandit dans les terres ailani, terres publiques détenues de manière informelle, avec sa famille. Lorsqu'elle est en sixième, le programme de réforme agraire mis en place par le gouvernement permettait à son père de payer un impôt et de revendiquer la propriété de la terre. Mais une réclamation a lieu sur ces terres et son père perd sa cause devant le tribunal. La vocation d'avocate de Mohna Ansari date de ce moment.
La seule source de revenus de sa famille est l'atelier de menuiserie de son père. Ses parents sont analphabètes, ils veulent que leurs enfants soient éduqués et qu'ils puissent faire carrière dans d'autres domaines. Les frères de Mohna vont dans un internat de langue anglaise, pendant qu'elle va à l'école publique, mais selon elle, elle est heureuse que ses parents l'envoient à l'école où elle peut recevoir une éducation non seulement islamique mais aussi moderne.
Des problèmes financiers interrompent ses études universitaires, elle est forcée d'abandonner après sa première année. Elle rejoint l'université trois ans plus tard après avoir obtenu une bourse. Ensuite, elle s'inscrit à un baccalauréat en droit au Mahendra Multiple College, le seul collège public de Nepalgunj et elle obtient son diplôme en 2003. Au cours de ses études, elle subvient à ses besoins en enseignant dans les écoles et en donnant des cours particuliers. Elle trouve également le temps d'écrire des articles sur des questions touchant les femmes et les enfants pour les journaux locaux. Elle décroche un diplôme supplémentaire, une maîtrise en sociologie. Elle participe également à un cours sur les « études sur les droits de l'homme et la paix » organisé par le Forum sud-asiatique des droits de l'homme (SAFHR) en 2004.

### Carrière
Mohna Ansari commence sa carrière comme jeune journaliste, travaillant principalement sur des questions relatives aux femmes et aux enfants. Elle s'implique aussi, à temps partiel, dans le travail d'Amnesty International Népal ainsi que de l'INSEC. Elle est nommée par le gouvernement comme membre du Comité régional de développement du sport pour la région du Midwest en 1994. Après avoir obtenu son diplôme en 2003, elle rejoint l'Association du Barreau népalais de Banke et gère un programme d'assistance juridique pour les femmes et les enfants vulnérables. Elle est la seule avocate du Népal issue de la communauté musulmane.
De 2004 à 2010, Mohna Ansari travaille avec plusieurs organisations nationales et internationales, notamment Action Aid Nepal, la Fondation McConnell, le Women's Power Development Centre et le PNUD, couvrant les domaines de l'autonomisation des femmes et de l'inclusion sociale, du genre et de l'équité, de l'éducation juridique, de la résolution des conflits, de la consolidation de la paix, de la médiation et des droits de l’homme. Elle est nommée en 2010 membre du groupe d'experts nommé par la SNV Népal, et rédige un article pour la Commission nationale d'inclusion (NIC) sur l'inclusion sociale des musulmans au Népal. Elle est également maîtresse-formatrice des « problèmes de genre et d'équité » et forme des centaines d'hommes et de femmes.
Elle travaille comme commissaire à la Commission nationale des femmes (NWC) du Népal entre 2010 et 2014, puis est conseillère principale d'IDEA International.
Elle présente des contributions sur les problèmes des femmes et des enfants dans des forums internationaux en Inde, au Pakistan, au Bangladesh, au Sri Lanka, aux Philippines, en Indonésie, en Malaisie, en Thaïlande, au Cambodge, aux Pays-Bas, en Belgique et aux États-Unis. En 2014, elle intervient sur « l'apatridie parmi les femmes et les enfants au Népal » au Forum mondial sur l'apatridie à La Haye. Elle est membre de la Commission nationale des droits de l'homme du Népal depuis octobre 2014.
En 2016, Mohna Ansari participe à l'Examen périodique universel du Népal au Conseil des droits de l'homme à Genève en tant que membre de la Commission nationale des droits de l'homme. S'exprimant au nom de la Commission, Mohna Ansari évoque le recours à la force de l'État dans la suppression du mouvement Madhesh et les dispositions discriminatoires en matière de citoyenneté. Alors qu'elle dirigeait une commission d'enquête pour le mouvement Madhesh, la commission a découvert que des balles réelles avaient été utilisées au lieu de balles en caoutchouc. Ces propos suscitent une controverse : à la suite de la réunion, le premier ministre de l'époque, KP Sharma Oli, a posé des questions au président de la NHRC, Anup Raj Sharma, et à d'autres commissaires au sujet du discours,. Nikhil Narayan, conseiller juridique principal de la CIJ (Asie du Sud), a déclaré que cette convocation et cette critique menaçaient les membres de la NHRC et empêchaient la Commission de s'acquitter de ses fonctions de manière indépendante.

## Prix et distinctions
En récompense pour ses travaux, Mohna Ansari a reçu les prix suivants :
- Prix Suprabal Jana Sewa Shree 2012 décerné par le président du Népal, au titre du service public[9].
- Nava Devi Award, également en 2012, prix récompensant et honorant les vraies héroïnes féminines du Népal[2].
- Nommée comme l'une des 10 femmes asiatiques présentées comme « Portraits de leadership » lors d'un événement organisé par The Asia Foundation en Californie, aux États-Unis, en 2008[3].